# Перичеју (Салаж)
Перичеју (рум. Periceiu) насеље је у Румунији у округу Салаж у општини Перичеј. Oпштина се налази на надморској висини од 221 m.

## Становништво
Према подацима из 2011. године у насељу је живело 3922 становника.